# Свод

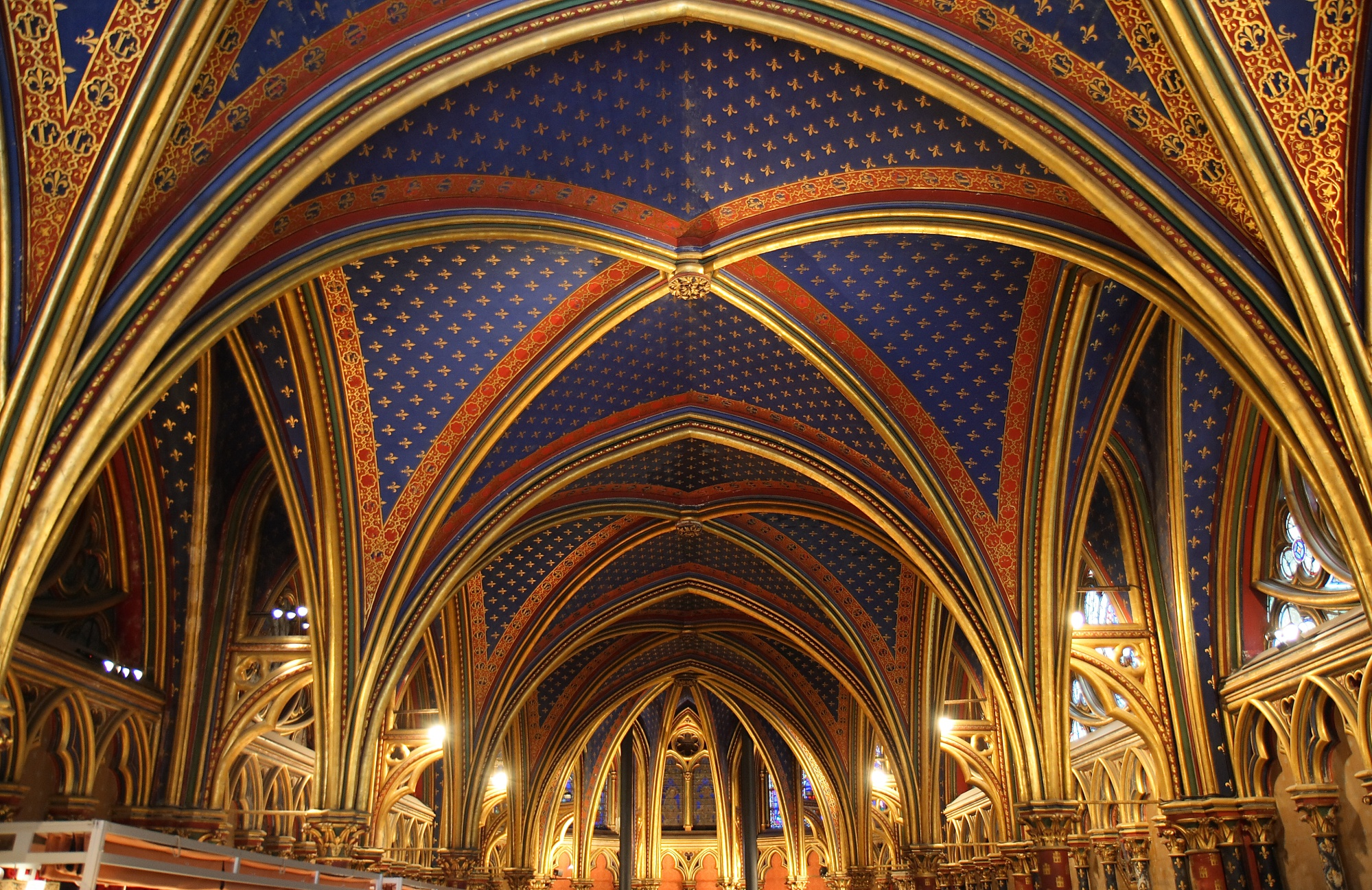
Готические своды Сен-Шапель

Свод (от «сводить» — соединять, смыкать) — в архитектуре тип перекрытия или покрытия пространства (помещения), ограниченного стенами, балками или столбами — конструкция, которая образуется наклонными поверхностями (прямолинейными или криволинейными).
Своды позволяют перекрывать значительные пространства без дополнительных промежуточных опор, используются преимущественно в круглых, многоугольных или эллиптических в плане помещениях.

## Конструктивная работа

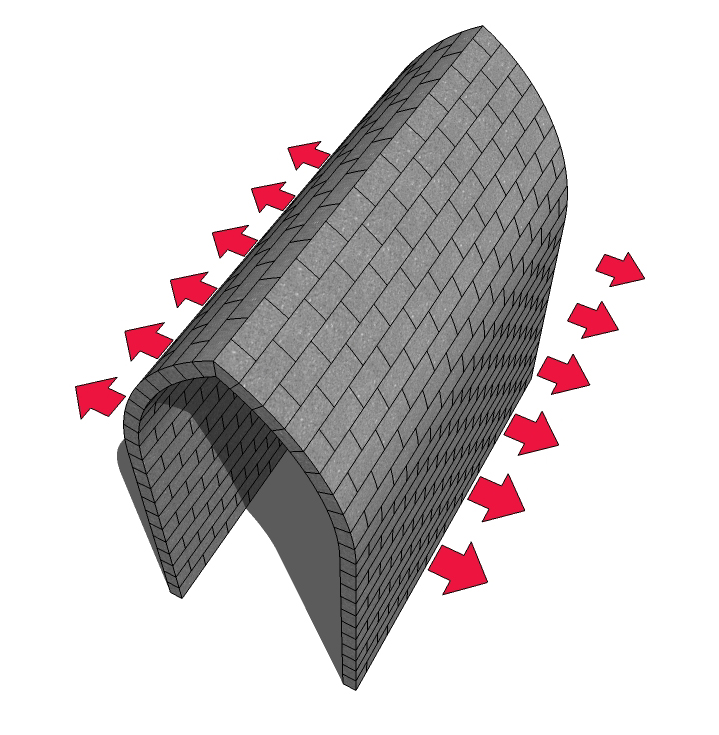

Своды, как правило, испытывают нагрузку от собственного веса, плюс от находящихся выше конструктивных элементов здания и атмосферных воздействий. Под нагрузкой свод работает преимущественно на сжатие. Возникшее вертикальное усилие сжатия своды передают на свои опоры. Во многих типах сводов возникает дополнительное усилие — горизонтальное, т. е. они начинают работать ещё и на распор. Горизонтальный распор может быть минимальным или же погашаться в теле кольцевой затяжки или иной заложенной в теле свода арматуры.
Своды подразделяют на:
- Повышенные — отношение стрелы свода или подъема к пролету свода более 1/2.
- Пониженные — отношение стрелы свода к пролету колеблется от 1/4 до 1/2.
- Плоские — отношение меньше 1/4.

В России теорией равновесия сводов активно занимались знаменитые учёные, такие как академик Петербургской Академии наук С. Е. Гурьев.

## Эволюция сводчатых перекрытий

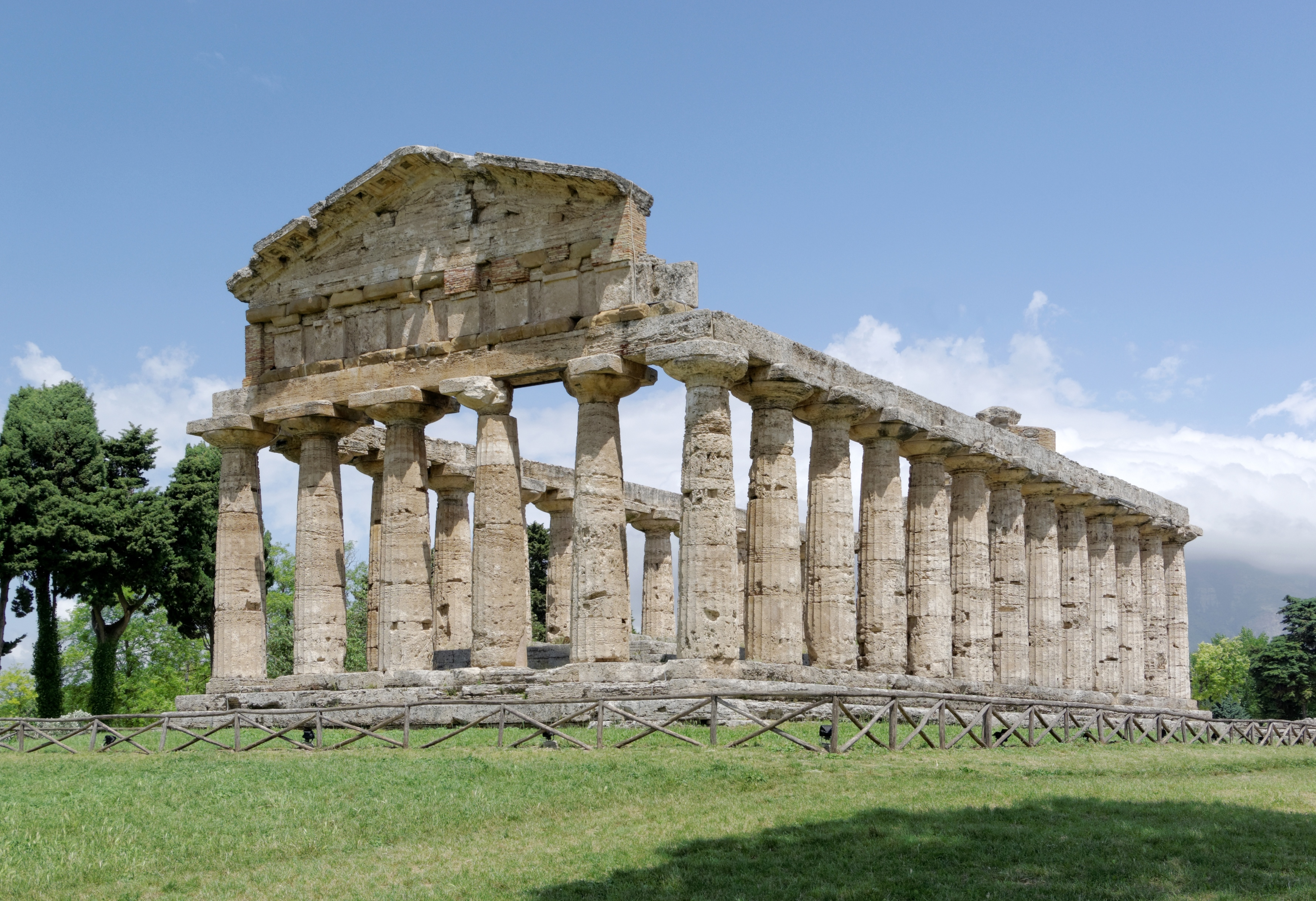
Стоечно-балочная система перекрытий. Храм Афины в Пестуме. Около 500 г. до н. э., Великая Греция, Италия: стойки — колонны, балки — архитравы

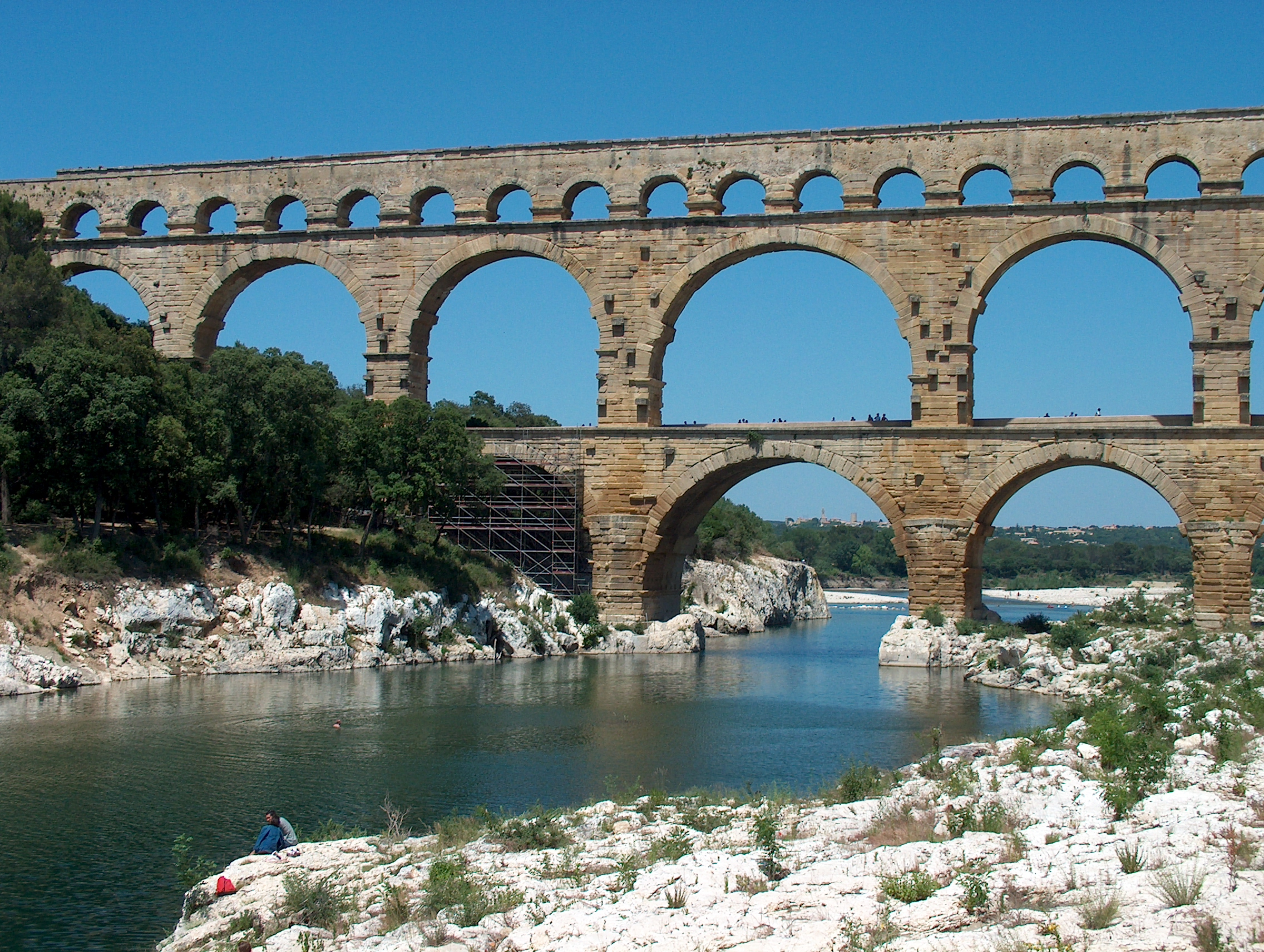
Арочная система перекрытий. Гардский мост (Пон-дю-Гар) — древнеримский акведук I в. н.э. в районе Нима, Франция: нагрузка распределяется не смыкающимися под прямым углом балками и стойками, а полуциркульными арками

Конструкции сводов, т.е. арочно-купольная система перекрытий явилась следующим шагом в развитии архитектуры. Ей предшествовала стоечно-балочная система, в основе которой лежит использование древесных стволов в качестве главного строительного материала. Несмотря на то, что блоки камня и кирпич вскоре заменили древесину, стоечно-балочная система (т. е. конструкция, элементы которой смыкаются под прямым углом) оставалась основным принципом строительства в Древнем мире — в архитектуре Древнего Египта и Древней Греции. Величина прочности камня на изгиб ограничивала в стоечно-балочной конструкции ширину пролёта примерно до 5 м. (Те своды, которые все-таки встречаются в архитектуре этих периодов, например, казематы акрополя Тиринфа и шахтовые гробницы носят название ложных сводов, т. к. в отличие от классических вариантов, не передавали распор и напоминали их лишь внешне).
Ситуация изменилась лишь с изобретением достаточно надёжных связующих — таких как цемент и бетон, а также с развитием науки, которая позволила рассчитывать более сложные криволинейные конструкции. Применение криволинейных сводов, где камень работает уже не на изгиб, а на сжатие, поэтому обнаруживает более высокую прочность, позволило значительно превысить указанный выше размер пролета от 5 метров балочно-стоечной системы.
Хотя цилиндрические своды появились уже в IV — III тыс. до н. э. в Египте и Месопотамии, массовое использование арочно-купольной системы перекрытий началось лишь в архитектуре Древнего Рима. К этому времени принято относить изобретение арки и купола, а также основных типов сводов, в основе которых лежат два этих конструктивных элемента. Со временем число этих типов увеличилось.
Своды в древнеримском строительстве, а также в её наследниках — романской и византийской архитектуре были достаточно тяжёлыми, поэтому, для того чтобы выдерживать вес перекрытий, стены-опоры для этих сводов возводились очень толстыми и массивными. Нагрузка в таких конструкциях передавалась непосредственно на стены. Следующий этап в развитии сводов наступил в готической архитектуре, строители которой изобрели новый вариант распределения нагрузки.

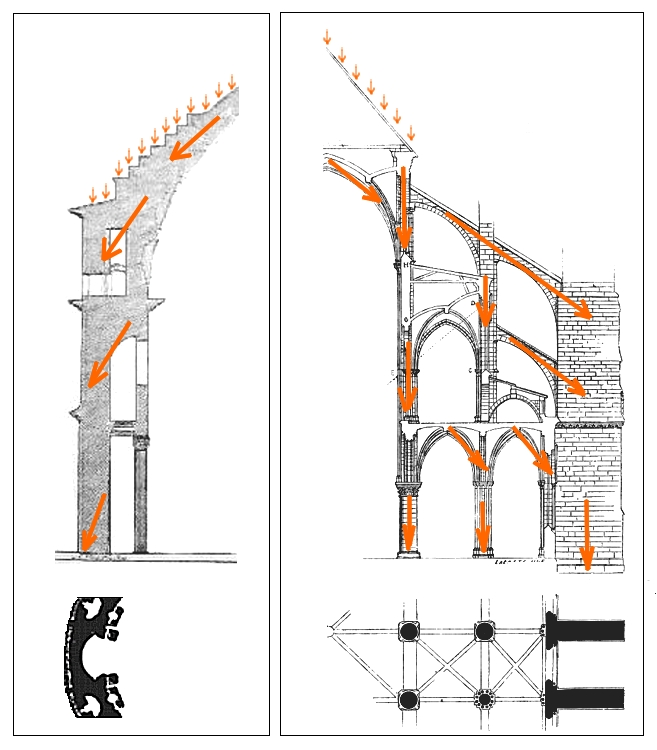
Два варианта распределения нагрузок: романика и готика

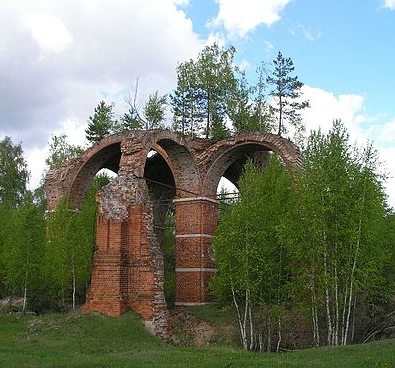
Руины православного храма. Сохранились фрагменты арок цилиндрических сводов, опирающиеся на столбы-колонны

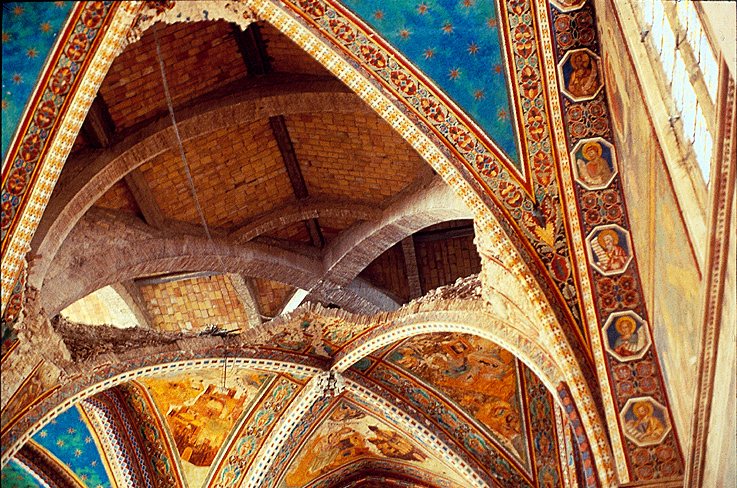
Готический свод после землетрясения: обрушился кирпичный криволинейный потолок (запалубка), а рёбра-нервюры, на которых держалась кладка потолка, выстояли.

Массивная стена, служившая опорой для тяжелого свода, была заменена на систему контрфорсов и аркбутанов. Теперь усилие стало передаваться не непосредственно вертикально вниз, а распределяться и отводиться вбок по аркбутанам, уходя в контрфорсы. Это позволило намного утончить стены, заменив их на несколько надежных опорных контрфорсов. Кроме того, произошло изменение в кладке собственно сводов — если раньше они целиком выкладывались из массивных камней и были одинаковы по всей толщине, то теперь свод стал представлять собой жёсткие рёбра (нервюры), служащие для опоры и распределения нагрузки, а промежутки между нервюрами выкладывались лёгким кирпичом, выполнявшим теперь лишь ограждающую, а не несущую функцию. Это открытие позволило архитекторам готики перекрывать конструктивно новыми типами сводов большие пространства соборов и создавать высокие потолки.
Наконец, следующая и на сегодняшний день завершающая веха в эволюции сводов наступила в XIX веке с изобретением железобетона. Если до этого инженерам приходилось рассчитывать своды, выложенные по опалубке из кирпича с использованием цемента, или из камня с использованием бетона (а они могли рассыпаться в случае неудачных расчетов или ошибок в кладке), то теперь бетон армируется железом и формуется в заливочных формах. Это придало ему необыкновенную прочность, а также дало максимальную свободу фантазии архитекторов. Со 2-й половины XIX в. своды нередко создавались из металлических конструкций. В XX в. появились различные типы монолитных и сборных железобетонных тонкостенных сводов-оболочек сложной конструкции. Они применяются для покрытий большепролётных зданий и сооружений. С середины XX в. распространяются также деревянные клеёные сводчатые конструкции.

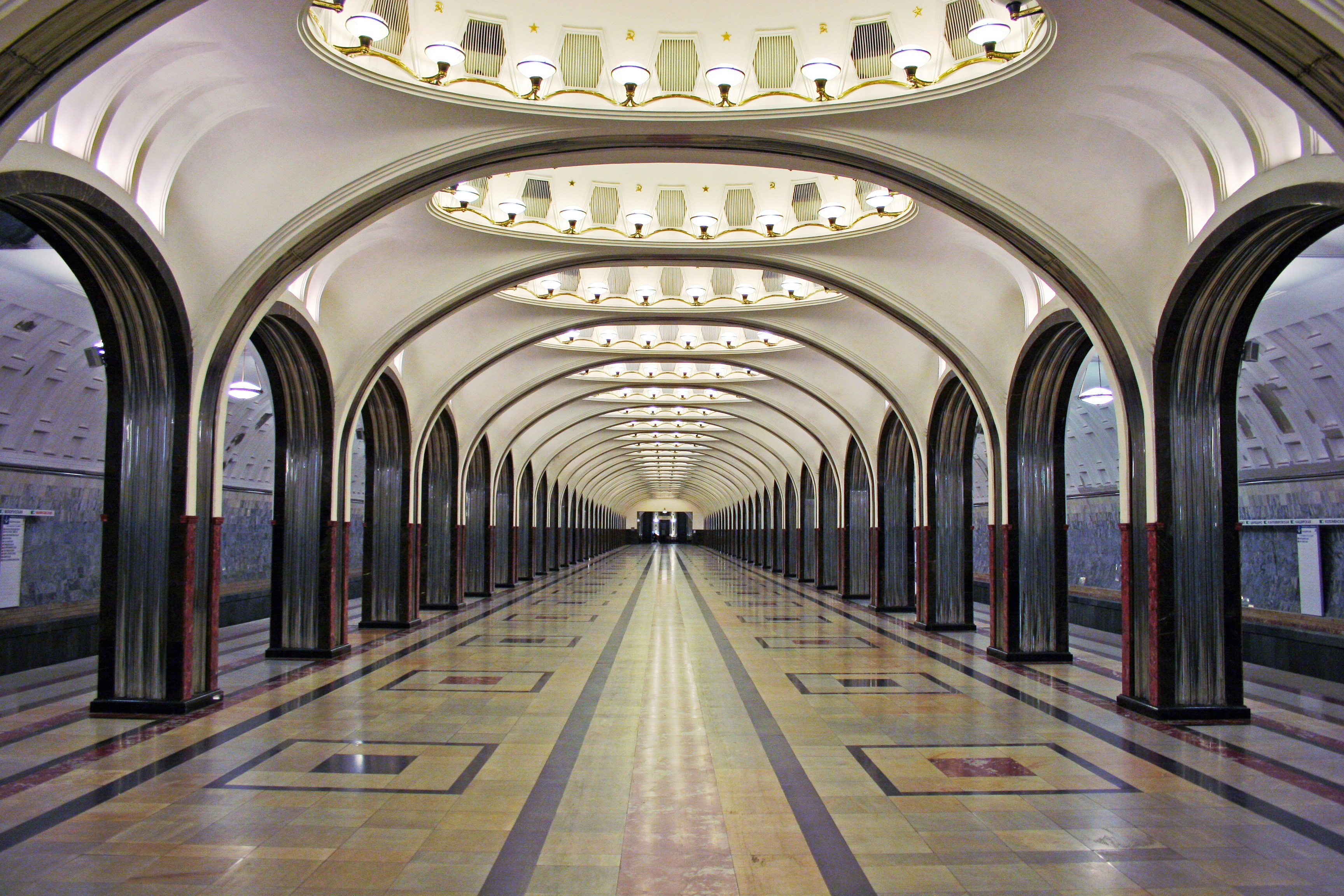
Станция метро «Маяковская» представляет собой ряд ячеек, перекрытых вариантом купола на парусах

### Предназначение
Сводчатые перекрытия на протяжении веков использовались, в первую очередь,  при строительстве культовых и общественных зданий, поскольку они могут покрыть значительное пространство — в то время как балка, вне зависимости от материала, имеет предел длины. Наибольшее разнообразие типов сводов демонстрирует сакральная архитектура, которая обязана была совмещать вместительность и красоту, а в сталинской архитектуре этим параметрам должно было соответствовать метро, поэтому в настоящий момент станции московского метрополитена демонстрируют большую вариабельность в типах сводов.

## Элементы сводов

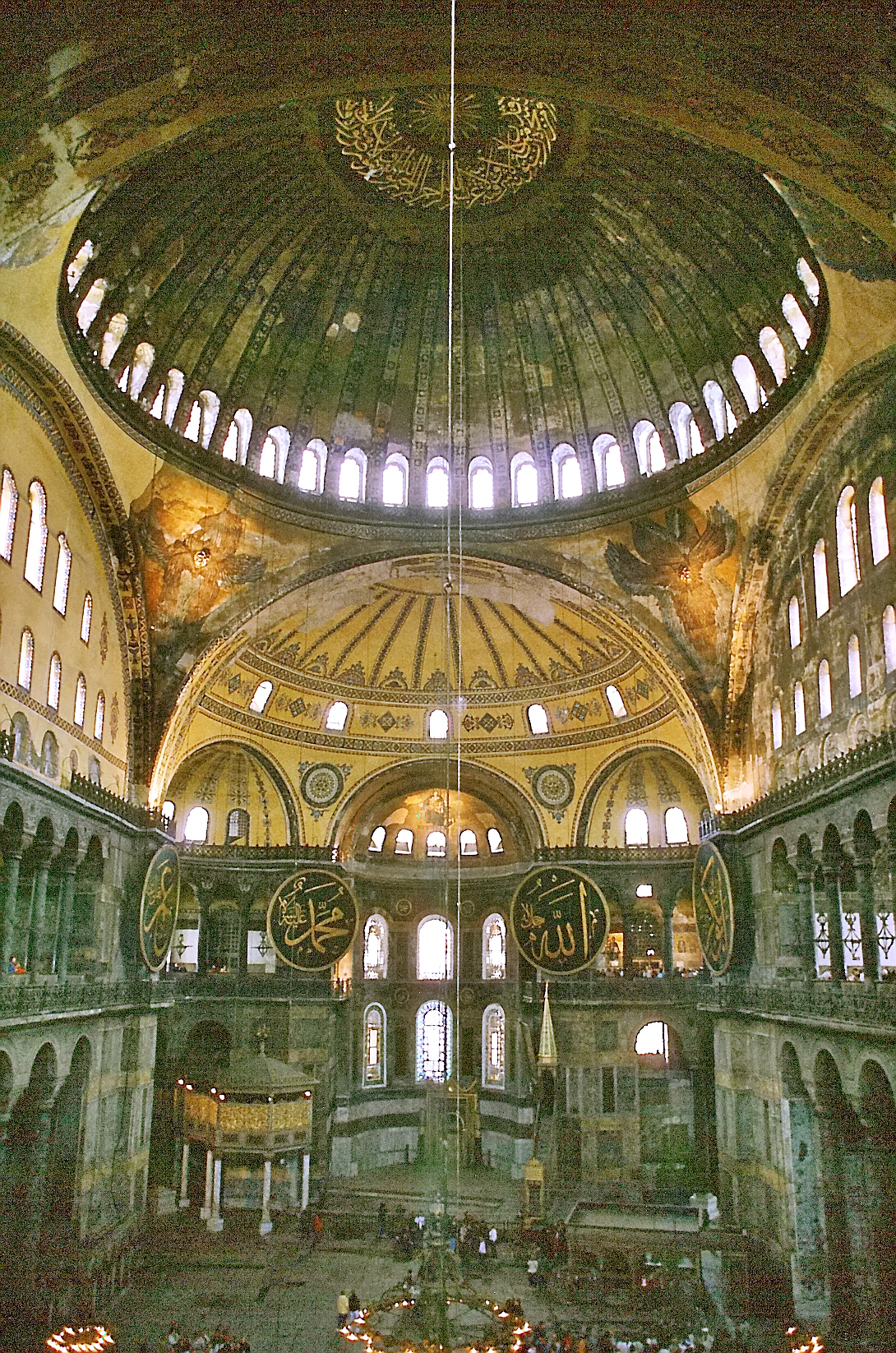
Софийский собор (Константинополь): купол на парусах. В парусах — мозаики с изображением шестикрылых серафимов. За центральной аркой следующий свод — конха (полукупол), в свою очередь, имеющая три меньшие конхи

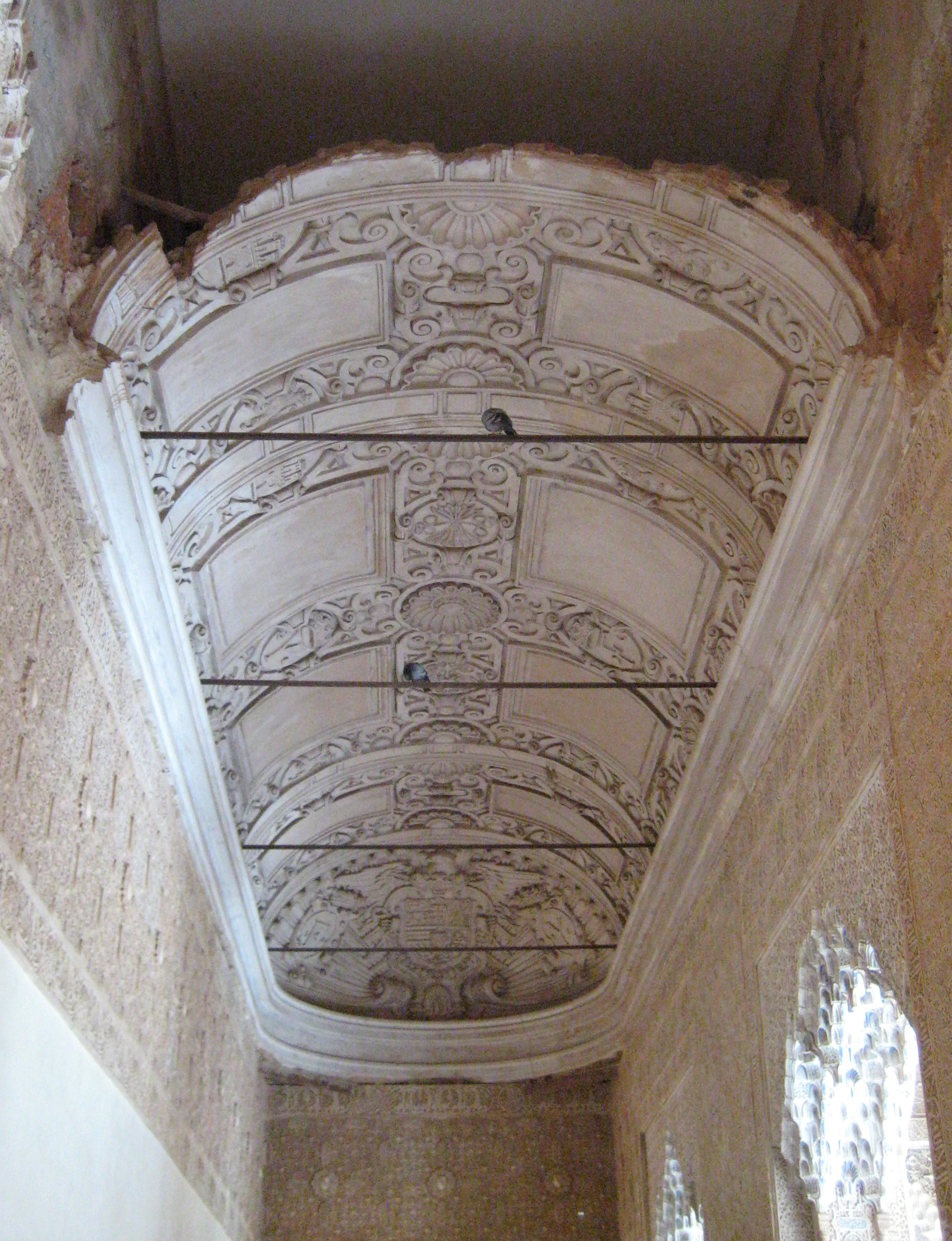
Альгамбра: разрушенный декоративный цилиндрический свод даёт возможность увидеть, как он опирается на стены

В зависимости от типа свода он может иметь следующие элементы:
- Замок, замковый камень, ключ свода (в западноевропейской терминологии — аграф) — средний  клинчатый камень в щелыге арки или свода. Его конструктивное значение подчёркивается декоративным маскароном.
- Зеркало — горизонтальная, плоская плоскость зеркального свода, потолочный плафон (изначально — любая гладкая поверхность плит в каменной кладке).
- Лотки — криволинейная плоскость свода, одним концом опирающаяся на стену, а другими — смыкающаяся с остальными лотками, то есть часть свода, имеющая форму отрезка полуцилиндрической поверхности, рассечённой двумя взаимно пересекающимися плоскостями.
- Паддуги (падуги) — боковые цилиндрические части сомкнутого свода, в зеркальном своде — находятся под зеркалом. Изначально — большая выкружка над карнизом, служащая переходом от стены к потолку.
- Пазуха свода — пространство между наружными поверхностями смежных сводов, или сводом и стеной.
- Паруса — сферический треугольник, обеспечивающий переход от квадратного в плане подкупольного пространства к окружности купола.
- Подпружная арка — упорная арка, укрепляющая или поддерживающая свод.
- Пролёт свода — его ширина
- Пята свода — нижняя часть арки, свода, опирающаяся на стену или столб; или же верхний камень опоры, на котором покоится арка или свод.
- Распалубки — выемка в цилиндрическом своде в виде сферического треугольника. Образуется пересечением двух взаимно перпендикулярных цилиндрических поверхностей (обычно разного радиуса). Может быть либо частью крестового свода, либо дополнительным сводом, врезанным в цилиндрический или зеркальный. Устраивается над дверными и оконными проёмами при расположении верхней точки проёма выше пяты свода.
- Стрела свода — расстояние от оси арки в ключе до хорды, соединяющей центры её пят.
- Шелыга (щелыга, щалыга) — верхняя линия или хребет свода. Также — непрерывный ряд замковых камней (ключ свода).
- Щека свода (люнет) — торец свода, его срез
- Щековая арка — подпружная боковая арка крестового свода, расположенная по сторонам прямоугольника его плана.
- Щековая стена — торцовая стена помещения, перекрытого цилиндрическим сводом, нагрузки не испытывает.

Готические конструкции:
- Нервюры — ребро готического каркасного свода. Делятся на:
  - Ожива — диагональная арка. Почти всегда полуциркульная.
  - Тьерсерон — дополнительная нервюра, идущая от опоры и поддерживающие посередине лиерны.
  - Лиерны — дополнительная нервюра, идущая от точки пересечения ожив к щелыге щековых арок.
  - Контрлиерны — поперечные нервюры, связывающие между собой основные (то есть оживы, лиерны и тьерсероны).
- Запалубка — в нервюрном своде заполнение между нервюрами.

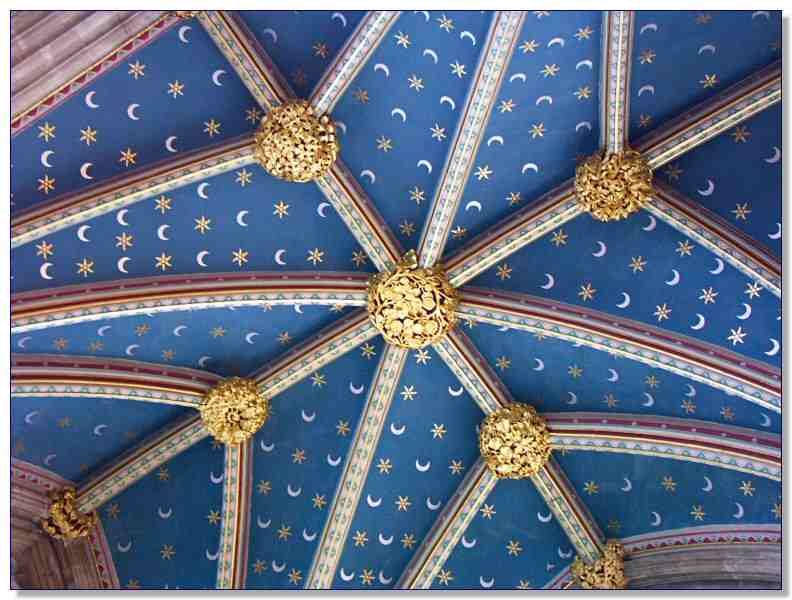
Экстерский собор: замковый камень в нервюрном своде
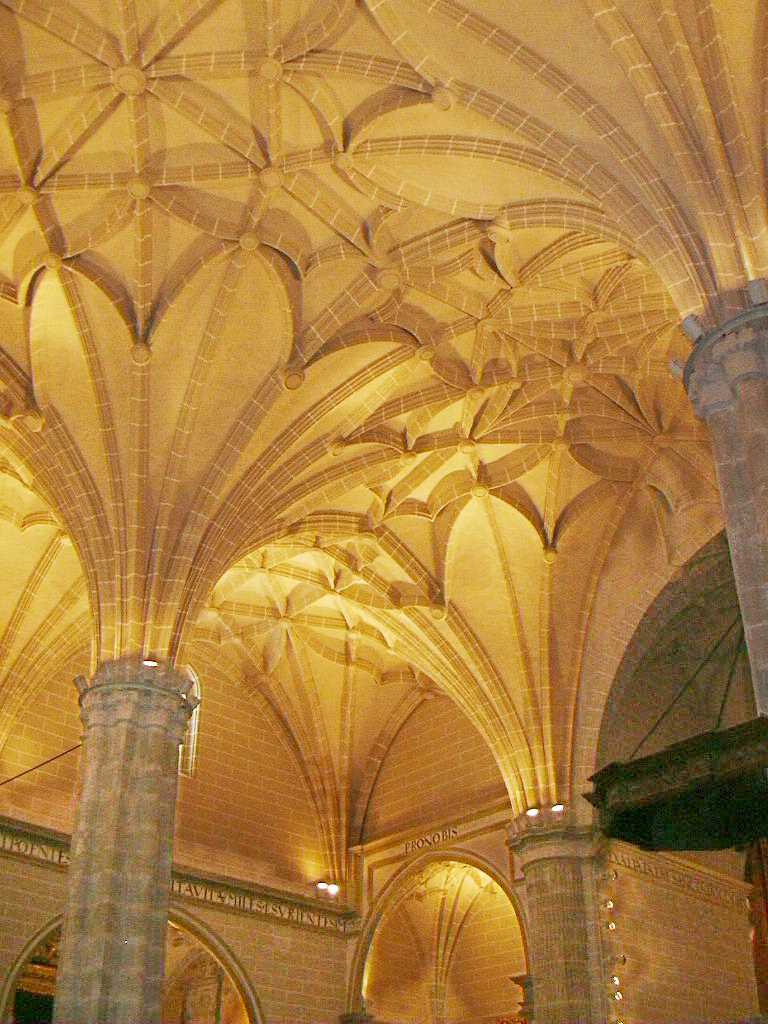
«Пучок колонн» завершается «пятой» свода, откуда поднимаются нервюры
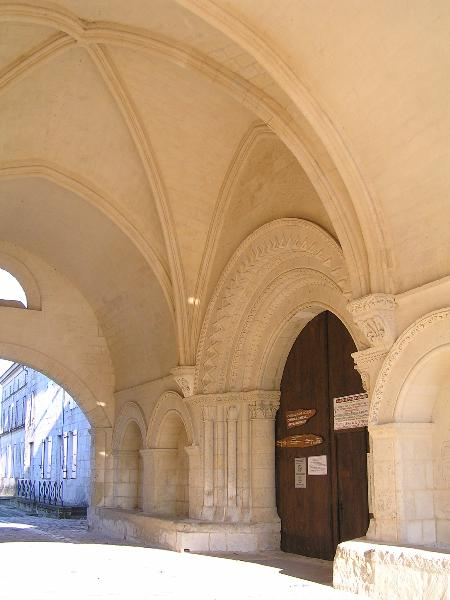
Распалубка с люнетом над дверным проёмом

## Основные типы сводов
В Древнем Риме применялись следующие типы — цилиндрические, сомкнутые и крестовые. В Византии применялись цилиндрические, парусные, крестовые. В архитектуре Мидии, Индии, Китая, народов Средней Азии и Ближнего Востока использовались преимущественно стрельчатые. Западноевропейская готика предпочитала крестовые своды, максимально их развив в сторону стрельчатости.
| Иллюстрация | Определение |
| ----------- | --- |
|             | Цилиндрический свод — образует в поперечном сечении полукруг (или половину эллипса, часть параболы, проч). Это простейший и наиболее распространённый тип сводов. Перекрытие в нём опирается на параллельно расположенные опоры — две стены, ряд столбов или аркады. В зависимости от профиля арки, лёгшей в основание, бывают: - полуциркульные - стрельчатые - коробовые - эллиптические - параболические |
|             | Коробовый свод — разновидность цилиндрического свода; отличается от него тем, что образует в поперечном сечении не простую дугу, а трехцентровую или многоцентровую коробовую кривую. Он имеет большой распор, обычно погашаемых металлическими связями, и используется для перекрытия более обширных по площади помещений, нежели возможно перекрыть цилиндрическим сводом. |
|             | Цилиндрический свод с распалубками — свод, образованный путём пересечения под прямым углом одного свода с другими меньшего пролета и меньшей высоты, то есть — с образованием распалубок. |
|             | Крестовый свод — образуется путём пересечения двух сводов цилиндрической или коробовой формы одинаковой высоты под прямым углом. Применялся для перекрытия квадратных, а иногда прямоугольных в плане помещений. Он может опираться на свободностоящие опоры (столбы, колонны) по углам, что позволяет сосредоточить в плане давление только на угловых опорах. |
|             | Сомкнутый свод — образуется наклонными по заданной кривой продолжениями стен — лотками (щеками), которые опираются по всему периметру на стены и сходятся в горизонтальной шелыге свода при прямоугольном плане или в одной точке при перекрытии квадратного (на илл.) в плане помещения (в последнем случае также может также называться «монастырским»). Является производным от свода цилиндрического. Передаёт на стены вертикальное давление и распор по всей длине. Был известен в архитектуре Средней Азии, Рима и готике, но применялся редко, более широко распространился в архитектуре Возрождения. - Свод сомкнутый с распалубками — наличие распалубок по осям лотков меняет конструктивную систему свода: усилия передаются на углы. |
|             | Зеркальный свод — отличается от сомкнутого тем, что его верхняя часть представляет собой плоскую горизонтальную плиту-плафон (т. н. «зеркало»). Обычно она отделяется от паддуг (боковых граней) чёткой рамой и часто используется для живописи. Подобный свод часто применяется в декоративных целях, в то время как само помещение на самом деле может быть перекрыто балочной или стропильной конструкцией, к которой подвешивается ложный свод. Получил наибольшее распространение в эпоху Возрождения. |
|             | Парусный свод — свод на четырех опорах. Образуется отсечением вертикальными плоскостями частей сферической поверхности купола. Условно расчленён на две зоны: нижнюю — несущую, и верхнюю — несомую пологую часть сферы, называемую скуфьёй. Иногда скуфье придавали полуциркульную форму. |
|             | Крещатый свод — сомкнутый свод, прорезанный двумя пересекающимися крест-накрест сводами иной формы, на пересечении которых стоит световой барабан. |
|             | Купольный свод — представляет собой полушарие, обычно опирается на цилиндрический в плане барабан или на полукруглые в плане стены апсид. В последнем случае называется полукупольным сводом или конхой. |
|             | Купол на парусах (свод на парусах, парусный свод) — образуется отсечением вертикальными плоскостями частей сферической поверхности купола (без барабана). |
|             | Крестово-купольный свод — купол, водружённый на крестовое перекрытие (с барабаном). |
|             | Ступенчатый свод — тип свода, применявшийся для перекрытия небольших бесстолпных церквей при помощи системы поперечных арок, расположенных ступенями, на которые опираются ступенчатые арочки, расположенные в продольном направлении, образуя в центре открытый квадрат, завершённый световым барабаном. |
|             | Своды Монье — лучковые цилиндрические кирпичные своды малого пролёта, устроенные между металлическими балками. |

### Дополнительно

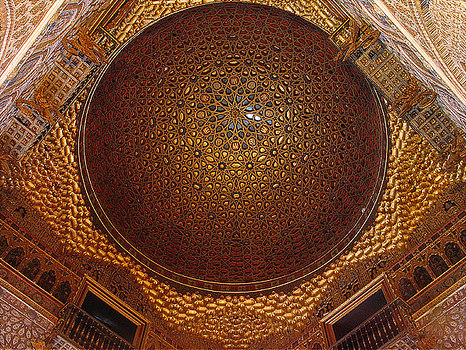
Купол на парусах, выполненных в конструкции сотового свода — в виде пчелиных сот (гексагонов), исламская архитектура Испании

см. также List of architectural vaults
- Ложный свод — древнейший вид свода. Образуется постепенным напуском внутрь горизонтальных рядов кладки. Не дает горизонтального распора.
- Бочарный свод, свод двоякой кривизны — поверхность свода образуется движением плоской кривой, образующей по кривой направляющей[4].
- Клинчатый свод — выкладывался из камней клинообразной формы или имел клинообразные швы между камнями.
- Полукупольный свод (конха) — отсечённая горизонтальной и вертикальной плоскостью часть сферы.
- Сетчатый свод — похож на крестовый, но не имеет диагональных ребер. На их месте расположены 4 сферических паруса. Может иметь диагональное ребро, но оно не проходит через шелыгу, а упирается в кольцо.
- Складчатый свод, ячеистый — не имеет самостоятельного нервюрного каркаса, в данном своде прочный каркас образуется острыми ребрами складок.
- Сотовый свод — разновидность складчатого свода, с замкнутыми перегороженными складками в виде ромбических гранёных впадин (пирамидальные углубления). Характерен для арабской архитектуры.
- Стрельчатый свод — разновидность цилиндрического свода, в основе которого лежит не полуциркульная арка, а стрельчатая (острая). Такой свод представляет собой две дуги окружности, пересекающиеся в щелыге — хребте свода.

### Готические своды

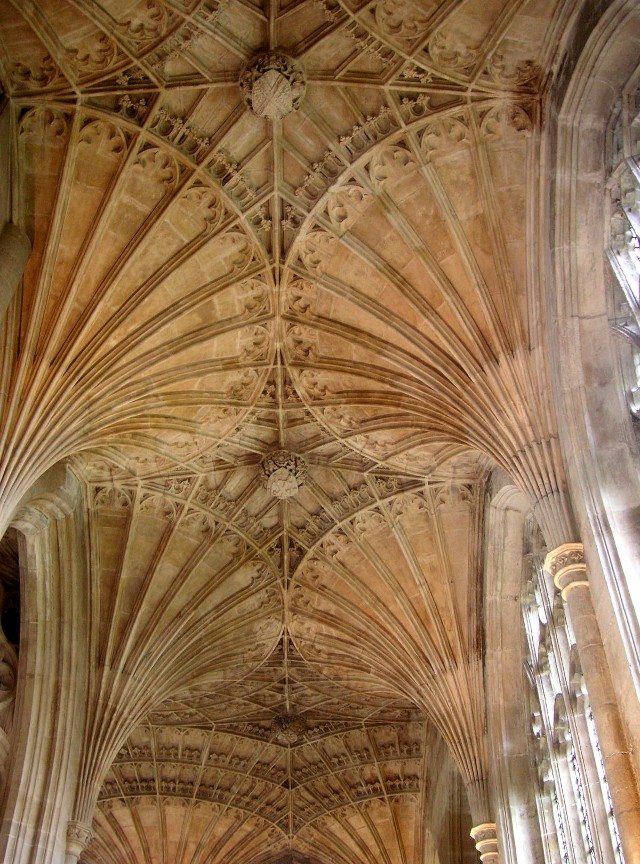
Веерный свод часовни Королевского колледжа в Кембридже, Англия.

- Веерный свод — образуется нервюрами (ожива и тьерсерона), исходящими из одного угла, имеющими одинаковую кривизну, составляющими равные между собой углы и образующими воронкообразную поверхность. Типичен для английской готики.
- Звездчатый свод — форма крестового готического свода. Имеет вспомогательные ребра — тьерсероны и лиерны. В каркасе четко выделяются основные диагональные ребра крестового свода.
- Свод крестовый готический — крестовый свод, представляющий собой каркасную конструкцию в виде сетки нервюр, на которые опираются распалубки, что позволяет сосредоточить давление только на угловых опорах. Основной признак готического — четко выраженные профилированные диагональные ребра, составляющие основной рабочий каркас, воспринимающий основные нагрузки. Распалубки выкладывались как самостоятельные малые своды, опиравшиеся на диагональные ребра.
- Нервюрный свод — свод на каркасе из нервюр, воспринимающих и передающих нагрузку свода на его опоры.

### Своды Древней Руси

В большинстве случаев каменные сооружения на Руси перекрывались сводами, которые были многообразны и чрезвычайно сложны. В домонгольской Руси они, как правило, были сложены из плинфы. Своды выкладывались по опалубке, которая опиралась на кружала и торцевые стены (или на находившиеся ниже подпружные арки). После отвердения раствора кружала удалялись, и опалубка снималась.

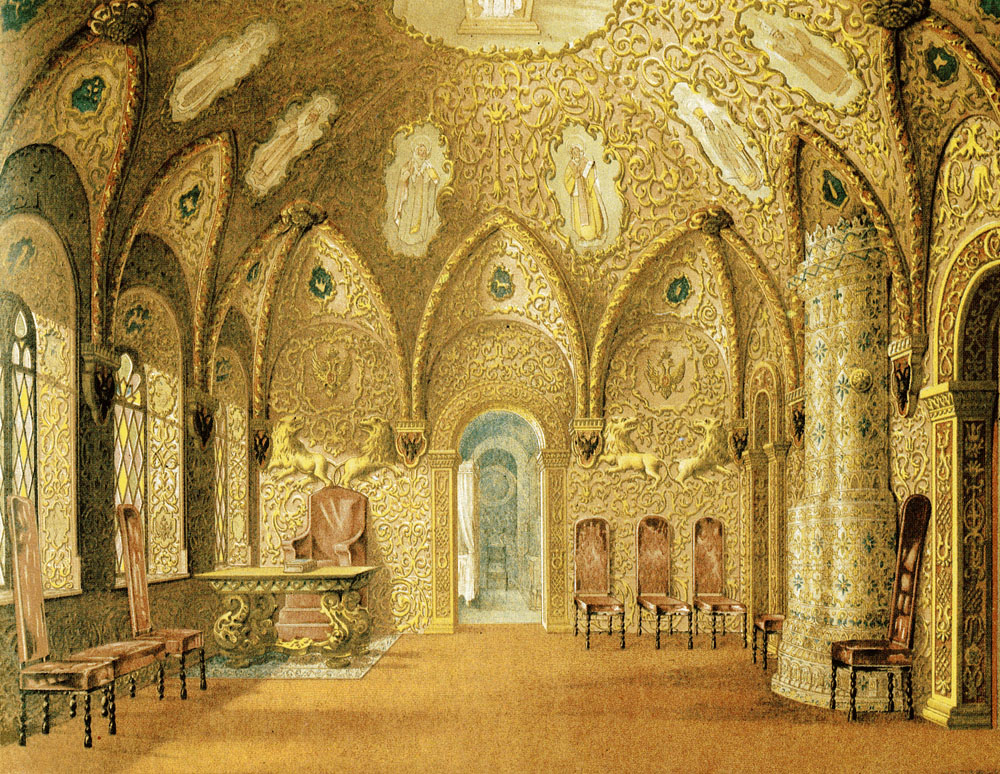
Теремной дворец в Кремле. Тип сводов — сомкнутый на распалубках

Схемы основных типов сводов, встречающихся в русском зодчестве XI— начала XVIII вв.: 
1 — коробовый (с XI в.);
2 — четвертьцилиндрический (в основном XI—XV вв. и позднее);
3 — купольный (с XI в.);
4 — купольный на парусах без барабана (XI в.);
5 — купольный на барабане (с XI в.);
6 — конха (с XI в.);
7 — двускатный (XI в.);
8 — крестовый (XI—XII вв., а также с конца XV в.);
9 — шатровый (конец XIII в.);
10—12 — ступенчато-арочный (XIV—XVI вв.);
13 — вспарушенный крестовый (с начала XVI в.);
14, 15 — сомкнутый на распалубках, сходящихся к углу (с начала XVI в.);
16, 17 — сводчатое перекрытие одностолпной палаты на распалубках, сходящихся к углу (с начала XVI в.);
18 — сомкнутый на распалубках, отступающих от угла (XVII в.);
19 — сомкнутый со свободным расположением распалубок (XVII в.);
20 — сомкнутый на гранёном основании («гранёный купол» — с начала XVI в., особо распространен со второй половины XVII в.);
21 — парусный (XVI в.);
22 — купол на тромпах (XVI в.);
23 — крещатый с горизонтальным и шелыгами распалубок (XVI в. — наиболее ранний);
24 — крещатый с наклонными щелыгами распалубок (XVI—XVII вв.);
25 — крещатый со ступенчатыми распалубками (конец XVI— начало XVII в.);
26 — сомкнутый без распалубок (в основном со второй четверти XVII в.);
27, 28 — полулотковый и лотковый (в основном со второй четверти XVII в.);
29 — сводчатое перекрытие одностолпной палаты без распалубок (вторая половина XVII в.);
30 — лотковый на распалубках (XVII в.);
31, 32 — варианты светового пятиглавия бесстолпного храма (собор Введенского монастыря в Сольвычегодске, 1689—1693 гг. и Рождественская церковь в Нижнем Новгороде, конец XVII — начало XVIII в.)

## См.также
- Купол
- Арка